# ピエール・ボルティエ
ピエール・ボルティエ（フランス語: Pierre Vaultier、1987年6月24日 - ）は、フランス・オート＝アルプ県ブリアンソン出身のスノーボード選手（スノーボードクロス）。冬季オリンピックでは2個の金メダルを獲得しており、世界選手権では1個の金メダルを獲得している。

## 経歴
オート＝アルプ県ブリアンソン出身。アルプス山脈にあるセッレ＝シェヴァリエで6歳の時にスノーボードを始めた。1997年からスノーボード大会に参戦し、2004年にフランスのジュニアナショナルチームに加わると、2005年にフランスのナショナルチームに加わった。2006年にはイタリアのトリノで開催された2006年トリノオリンピックに出場し、スノーボードクロスで35位となった。2007年にはエックスゲームズにも出場した。
2008年3月13日にはイタリアのヴァルマレンコで開催されたワールドカップ最終戦で2位となり、2007-08シーズンのワールドカップで総合優勝した。2008年9月13日にはアルゼンチンのチャペルコで開催されたワールドカップで優勝した。2008年12月13日にはセッレ＝シェヴァリエでの練習中に腰椎を骨折し、2008-09シーズンの大半を棒に振った。
2009-10シーズンのワールドカップでは、アルゼンチンのチャペルコ、アメリカ合衆国のテルユライド、スイスのヴェゾナ、カナダのストーンハム、スペインのラ・モリーナでの大会で優勝し、7戦中5勝を挙げた。2010年にカナダのバンクーバーで開催された2010年バンクーバーオリンピックに出場し、スノーボードクロスでは9位だった。
2014年2月にはロシアのソチで開催された2014年ソチオリンピックに出場し、スノーボードクロスで金メダルを獲得した。前十字靭帯を断裂してからわずか2か月後のことだった。
2017年3月にはスペインのシエラネバダで開催された世界選手権で優勝した。2018年2月には韓国の平昌で開催された2018年平昌オリンピックのスノーボードクロスに出場。準決勝では他選手と接触して転倒したが、3位で決勝に進出した。決勝では序盤から抜け出し、2大会連続での金メダルを獲得した。

## 成績

### 世界選手権
| シーズン | 場所             | 種目               | 順位 |
| -------- | ---------------- | ------------------ | ---- |
| 2007     | アローザ         | スノーボードクロス | 41位 |
| 2009     | 江原道           | スノーボードクロス | 失格 |
| 2011     | ラ・モリーナ     | スノーボードクロス | 5位  |
| 2013     | ストーンハム     | スノーボードクロス | 4位  |
| 2015     | クライシュベーグ | スノーボードクロス | 14位 |
| 2017     | シエラネバダ     | スノーボードクロス | 1位  |

### 冬季オリンピック
| シーズン | 日付          | 場所         | 種目               | 順位 |
| -------- | ------------- | ------------ | ------------------ | ---- |
| 2006     | 2006年2月16日 | トリノ       | スノーボードクロス | 35位 |
| 2010     | 2010年2月15日 | バンクーバー | スノーボードクロス | 9位  |
| 2014     | 2014年2月18日 | ソチ         | スノーボードクロス | 1位  |
| 2018     | 2018年2月15日 | 平昌         | スノーボードクロス | 1位  |